# Nora Sayre
Nora Clemens Sayre (* 20. September 1932 in Hamilton, Bermuda; † 8. August 2001 in New York City) war eine US-amerikanische Journalistin, Filmkritikerin und Essayistin.

## Leben
Nora Sayre war die Tochter zweier Journalisten. Ihr Vater Joel Sayre arbeitete unter anderem für den New Yorker und ihre Mutter Gertrude Sayre für die New York World. In ihrer Jugend hatte sie Kontakt mit Edmund Wilson und A. J. Liebling, die zu engen Freunden der Familie zählten. Sie besuchte das Friends Seminary in New York City und machte ihren Studienabschluss am Radcliffe College. Anschließend zog sie nach London, wo sie am Cheyne Walk wohnte. Dort hatte sie Kontakt mit der literarischen Szene, unter anderem mit Arthur Koestler, Elizabeth Jane Howard und Donald Ogden Stewart. Für zehn Monate lebte sie mit Tyrone Power und Mai Zetterling in einer Wohngemeinschaft in Kensington.
Von 1965 bis 1970 war sie als amerikanische Korrespondentin für die britische Wochenzeitung New Statesman tätig. Von 1973 bis 1975 war sie als Filmkritikerin bei der New York Times tätig. 1975 verließ sie die Zeitung und wurde freischaffende Journalistin. So war sie als Literaturkritikerin sowohl für die New York Times als auch für die Los Angeles Times tätig. Außerdem schrieb sie für The Nation, The Progressive und den Esquire. Ab 1981 war sie auch für mehrere Jahre als Gastdozentin für Schreibkurse an der Columbia University tätig.
Von 1957 bis 1961 war sie mit dem britischen Wirtschaftswissenschaftler Robert Neild verheiratet. Die Ehe endete mit der Scheidung.
Sayre war starke Raucherin und litt seit Jahren an einer Lungenkrankheit. Am 8. August 2001 starb sie im Alter von 68 Jahren im Lenox Hill Hospital an den Folgen eines Lungenemphysems.

## Veröffentlichungen
- Sixties Going on Seventies (1973)
- Running time: Films of the Cold War (1982)
- Previous Convictions: A Journey Through the 1950s (1995)
- On the Wing: A Young American Abroad (2001)